# Fragment vom Grabmal der Nikarete (SK 740)
Ein Fragment vom Grabmal der Nikarete aus dem dritten Viertel des 4. Jahrhunderts v. Chr. aus der Nähe Athens befindet sich heute in der Antikensammlung im Alten Museum in Berlin.

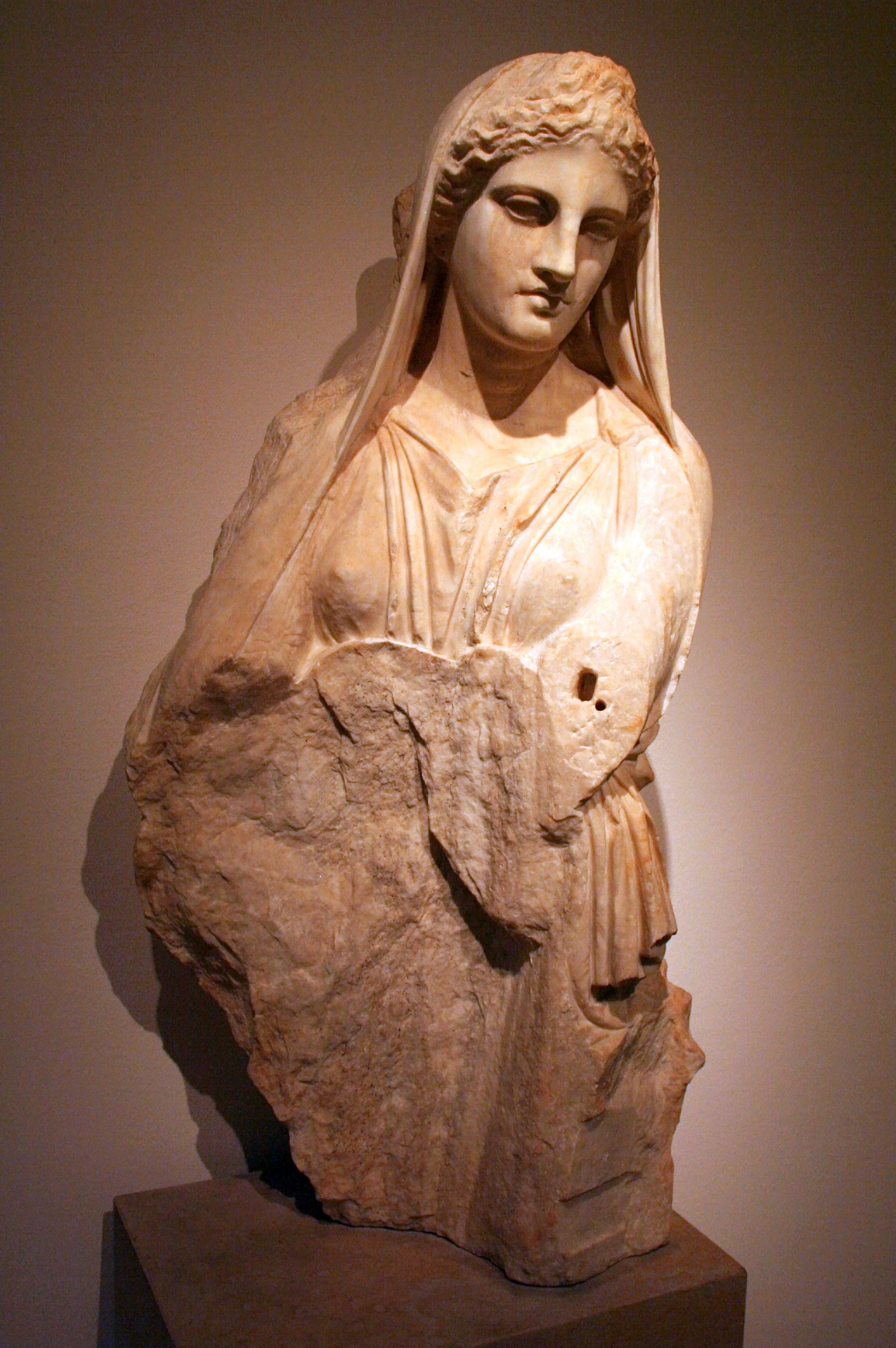
Fragment vom Grabmal der Nikarete

Das 117 cm hohe und 59 cm breite Fragment eines Grabreliefs aus pentelischem Marmor zeigt eine Frau namens Nikarete, Tochter des Ktesikles aus dem Demos Hagnous. Ihr Name ist inschriftlich auf einem ebenfalls erhaltenen Giebelstück, das dem Grab zugeordnet wurde, überliefert worden. Die Giebelemente wurden separat gearbeitet. Nikarete sitzt in der Art der Euandria in die linke Richtung am rechten Rand des Reliefs. Sie sitzt auf einem lehnenlosen, aber gepolsterten Stuhl. Ihr Kopf ragt aus dem Relief heraus und ist nach vorn gewandt. Über ihren Kopf hat sie einen Mantel (Himation) gezogen. Darunter trägt sie einen Chiton mit Überschlag und geknöpften Scheinärmeln. Ihr Haar trägt Nikarete ungescheitelt, es ist über der Stirn zu einem Knoten hochgenommen. In den Ohrläppchen finden sich Löcher, in denen vormals echte Ohrringe angebracht waren.
Es ist heute unklar, wie groß das Relief insgesamt war und wie viele weitere Personen darauf dargestellt waren. Wahrscheinlich gehörte es zu einer der aufwändigsten Grabanlagen des 4. vorchristlichen Jahrhunderts, von denen heute einige bekannt sind. Solche Grabanlagen errichteten sich besonders wirtschaftlich erfolgreiche Teile der Athener Bürgerschaft. Nase, Teile der Lippen und größere Stücke des Mantels sind neuzeitlich ergänzt worden. Die Ergänzungen wurden in der Werkstatt Johann Gottfried Schadows ausgeführt. Gefunden wurden die Fragmente zwischen Athen und dem Hafen Piräus. Erworben wurden die Stücke 1820 durch den Baron Albert von Sack, der mit dem damaligen österreichischen Konsul in Athen, Georg Christian Gropius, durch Griechenland und den Orient gereist war und während dieser Zeit eine Sammlung von antiken Artefakten kaufte, die er später der Antikensammlung in Berlin vermachte. Es war eines der ersten antiken Kunstwerke, das nicht über den italienischen Kunsthandel nach Berlin kam.